# Onkyokei
Genres dérivés
Électroacoustique improvisée
Genres associés
Musique expérimentale
Onkyokei (音響系, Onkyōkei, littéralement réverbération du son) est une forme d'improvisation libre qui a émergé au Japon dans les années 1990. Les musiciens rattachés à ce mouvement mettent beaucoup plus en avant la texture sonore que la structure musicale, et n'hésitent pas à distiller dans leur musique des éléments venus de courants musicaux hétérogènes comme la musique bruitiste et la musique électronique, dans un hybride musical singulier.

## Caractéristiques
Le genre est caractérisé par un jeu de scène très calme, pour ainsi dire inexistant, et l'utilisation libre des machines électroniques et du  silence. Parmi les musiciens prééminents de cette scène on peut citer Toshimaru Nakamura, Sachiko M, Yoshihide Ōtomo et Taku Sugimoto. Le courant Onkyo influence le développement de l'électroacoustique improvisée.
Les débuts de cette pratique musicale eurent lieu dans un endroit nommé The Off Site à Tokyo, les raisons invoquées quant au développement d'un jeu si calme et limite silencieux furent, entre autres, que les murs étaient tellement fins qu'il était interdit de jouer plus fort sous peine d’arrêt des concerts...